# سایه خون‌آشام
سایه خون‌آشام (به انگلیسی: Shadow of the Vampire) فیلمی ۹۲ دقیقه‌ای به کارگردانی ئی الیاس مرهیگه با بازی جان مالکوویچ برنده جایزه  اسکار است که در تاریخ ۲۹ دسامبر سال ۲۰۰۰ انتشار یافت.همچنین بازی ویلیام دفو نامزد چندین جایزه اسکار  هم بسیار درخشان بود،ضمن اینکه این فیلم به تهیه کنندگی نیکلاس کیج بود.